# Bosc de Cinca
El bosc de Cinca és una pineda del poble de Lladurs, al municipi del mateix nom, al (Solsonès).